# Corte de Apelaciones de Arica
La Corte de Apelaciones de Arica es el tribunal de alzada chileno con asiento en la ciudad de Arica, de la región de Arica y Parinacota y cuyo territorio jurisdiccional comprende la región de Arica y Parinacota en su totalidad.
En caso de inhabilidad o impedimento de todos sus integrantes, este tribunal se subroga recíprocamente con la Corte de Apelaciones de Iquique.

## Composición
- Presidente: María Verónica Quiroz Fuenzalida
- Ministros:
  - Marcelo Urzúa Pacheco
  - Pablo Zavala Fernández
  - Marco Antonio Flores Leyton
  - José Delgado Ahumada
  - Claudia Arenas González
- Abogados integrantes[1]
  - Iván Barrientos Bordoli
  - Ricardo Oñate Vera
  - Mario Palma Sotomayor
  - Iván Gardilcic Franulic
  - Rodrigo Fuentes Garcés